# Martin (film)
Martin – amerykański horror w reżyserii George’a A. Romero z roku 1977.

## Obsada
- George A. Romero – Ojciec Howard
- Tom Savini – Arthur
- Christine Forrest – Christina
- John Amplas – Martin Madahas
- James Roy – Deacon
- Lincoln Mazel – Tada Cuda
- Roger Caine – Lewis